# لي جونستون (متزلج جماعي)
لي جونستون (بالإنجليزية: Lee Johnston)‏ هو متزلج جماعي بريطاني، ولد في 16 يونيو 1972.

## وصلات خارجية
- لي جونستون على موقع أوليمبيديا (الإنجليزية)
- لي جونستون على موقع اللجنة الأولمبية البريطانية (الإنجليزية)